# Carl Carlsson Gyllenhielm
Carl Gyllenhielm (Nyköping, 4 marzo 1574 – 17 marzo 1650) è stato un nobile svedese.

## Origine
Carl Carlsson Gyllenhielm nacque il 4 marzo 1574 a Nyköping, era figlio naturale di Karl IX e della contadina Karin Nilsdotter. Venne riconosciuto dal padre e, nel 1592, ricevette il cognome nobiliare Gyllenhielm. Fu cresciuto come parte della famiglia reale e ricevette un’educazione accurata, che includeva una preparazione militare approfondita, verosimilmente completata anche con esperienze di studio all’estero. 

## Guerra Svezia-Polonia
Nel 1600 prese parte alla guerra contro la Confederazione Polacco-Lituana, operando in Livonia. Durante l’assedio di Wolmar (oggi Valmiera, in Lettonia), fu catturato dai polacchi e trascorse dodici anni in prigionia. Dopo un tentativo di fuga, fu incatenato per sei anni. In questo lungo periodo si dedicò allo studio della Bibbia, alla lettura, alla scrittura religiosa e alla traduzione di inni spirituali.
Liberato nel 1613, fu accolto dal fratellastro re Gustaf II Adolf e rapidamente reintegrato negli ambienti politici e militari del regno. Fu nominato barone nel 1615, feldmaresciallo nel 1616 e membro del Consiglio del Regno (riksråd). Dal 1617 al 1620 fu governatore generale dell’Ingria. In quegli anni avviò anche iniziative economiche nei propri feudi, fondando impianti per la lavorazione del ferro e del vetro, specialmente nel sud del paese.
Nel 1620 fu nominato Alto Ammiraglio del Regno (riksamiral), con compiti di supervisione della marina reale. Pur non comandando direttamente flotte in battaglia, ebbe un ruolo amministrativo chiave. Nel 1628 guidò la commissione d’inchiesta sul naufragio del vascello Vasa, affondato nel porto di Stoccolma durante il viaggio inaugurale.

## Reggenza
Dopo la morte del re Gustaf II Adolf, avvenuta nel 1632 durante la battaglia di Lützen in Germania, Gyllenhielm fu incaricato di riportarne la salma in Svezia.
In attesa che la figlia del re, Kristina, raggiungesse la maggiore età, fu istituito un consiglio di reggenza, di cui Gyllenhielm fece parte: questo organismo governò collettivamente il regno fino al raggiungimento della maggiore età della futura regina, occupandosi delle questioni politiche, militari e diplomatiche.

## Opere religiose
Nel 1632 Gyllenhielm pubblicò l’opera Schola captivitatis, ispirata alla sua esperienza di prigionia. In essa esprime una fede profonda e manifesta una visione critica del cattolicesimo, pur mostrando rispetto verso i gesuiti che lo avevano assistito durante la sua detenzione. Si dedicò anche alla traduzione di numerosi testi devozionali dal tedesco allo svedese, tra cui parafrasi di inni di Sant’Ambrogio e opere di Johann Arndt.

## Ultimi anni

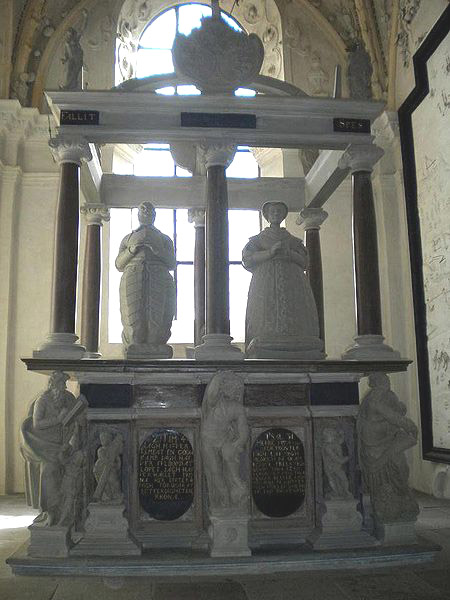

Gyllenhielm risiedette a Karlberg, una residenza da lui ampliata e abbellita. Morì il 17 marzo 1650 e fu sepolto nella cattedrale di Strängnäs. Come simbolo della sua sofferenza e della sua fede, le catene della sua lunga prigionia furono conservate e ancora oggi sono esposte nella cattedrale.

## Albero genealogico
|                         |   |                               | Genitori                          |  |  | Nonni |  |  | Bisnonni            |  |  | Trisnonni                |  |
|                         |   |                               |                                   |  |  |       |  |  | Erik Johansson Vasa |  |  | Johan Kristiernsson Vasa |  |
|                         |   |                               |                                   |  |  |       |  |  | Erik Johansson Vasa |  |  | Johan Kristiernsson Vasa |  |
|                         |   | Birgitta Gustafsdotter Sture  |                                   |  |  |       |  |  | Erik Johansson Vasa |  |  |                          |  |
| Gustaf I                |   |                               |                                   |  |  |       |  |  | Erik Johansson Vasa |  |  |                          |  |
|                         |   | Cecilia Månsdotter Eka        | Måns Karlsson Eka                 |  |  |       |  |  |                     |  |  |                          |  |
|                         |   | Cecilia Månsdotter Eka        | Måns Karlsson Eka                 |  |  |       |  |  |                     |  |  |                          |  |
|                         |   | Cecilia Månsdotter Eka        | Sigrid Eskilsdotter Banér         |  |  |       |  |  |                     |  |  |                          |  |
| Karl IX                 |   | Cecilia Månsdotter Eka        |                                   |  |  |       |  |  |                     |  |  |                          |  |
|                         |   | Erik Abrahamsson Leijonhufvud | Abraham Kristiernsson Leijonhuvud |  |  |       |  |  |                     |  |  |                          |  |
|                         |   | Erik Abrahamsson Leijonhufvud | Abraham Kristiernsson Leijonhuvud |  |  |       |  |  |                     |  |  |                          |  |
|                         |   | Erik Abrahamsson Leijonhufvud | Birgitta Månsdotter Natt och Dag  |  |  |       |  |  |                     |  |  |                          |  |
| Margherita Leijonhufvud |   | Erik Abrahamsson Leijonhufvud |                                   |  |  |       |  |  |                     |  |  |                          |  |
|                         |   | Ebba Eriksdotter Vasa         | Erik Karlsson Vasa                |  |  |       |  |  |                     |  |  |                          |  |
|                         |   | Ebba Eriksdotter Vasa         | Erik Karlsson Vasa                |  |  |       |  |  |                     |  |  |                          |  |
|                         |   | Ebba Eriksdotter Vasa         | Anna Karlsdotter Vinstorpa        |  |  |       |  |  |                     |  |  |                          |  |
| Carl Gyllenhielm        |   | Ebba Eriksdotter Vasa         |                                   |  |  |       |  |  |                     |  |  |                          |  |
|                         | … | …                             |                                   |  |  |       |  |  |                     |  |  |                          |  |
|                         | … | …                             |                                   |  |  |       |  |  |                     |  |  |                          |  |
|                         | … | …                             |                                   |  |  |       |  |  |                     |  |  |                          |  |
| …                       | … |                               |                                   |  |  |       |  |  |                     |  |  |                          |  |
|                         |   | …                             | …                                 |  |  |       |  |  |                     |  |  |                          |  |
|                         |   | …                             | …                                 |  |  |       |  |  |                     |  |  |                          |  |
|                         |   | …                             | …                                 |  |  |       |  |  |                     |  |  |                          |  |
| Karin Nilsdotter        |   | …                             |                                   |  |  |       |  |  |                     |  |  |                          |  |
|                         |   | …                             | …                                 |  |  |       |  |  |                     |  |  |                          |  |
|                         |   | …                             | …                                 |  |  |       |  |  |                     |  |  |                          |  |
|                         |   | …                             | …                                 |  |  |       |  |  |                     |  |  |                          |  |
| …                       |   | …                             |                                   |  |  |       |  |  |                     |  |  |                          |  |
|                         |   | …                             | …                                 |  |  |       |  |  |                     |  |  |                          |  |
|                         |   | …                             | …                                 |  |  |       |  |  |                     |  |  |                          |  |
|                         |   | …                             | …                                 |  |  |       |  |  |                     |  |  |                          |  |
|                         |   | …                             |                                   |  |  |       |  |  |                     |  |  |                          |  |